# Ricochet (Half-Life)
Pour les articles homonymes, voir Ricochet.
 (juin 2018).
- Si vous ne connaissez pas le sujet, laissez ce bandeau (vous pouvez alors contacter les auteurs).
- Si vous supprimez le contenu mis en cause (vous pouvez préalablement contacter les auteurs),

argumentez précisément cette suppression dans la page de discussion
(un manque de référence n'est pas un argument ; une recherche réelle de référence doit avoir été effectuée, être formellement documentée).
Ricochet est un mod multijoueur du jeu Half-Life. Ce jeu a été développé par Valve Software et mis en vente le 1er novembre 2000. Le patch 1.1.1.0 du jeu est lui sorti le 12 juin 2002. C'est un mod de jeu officiel, et il est possible de l'acheter via Steam. Toutefois, il est gratuit pour ceux qui ont acheté le jeu Half-Life, car celui-ci propose le mod.

## Système de jeu
Ricochet est un jeu de match à mort, reconnaissable à son apparente simplicité. Le jeu est inspiré des jeux d'arcade et des jeux de plates-formes. Une de ses principales sources d'inspiration est surement le film Tron, dans lequel un jeu similaire est montré. Les joueurs sautent sur des plates-formes éclairées par des néons, qui se situent au-dessus d'un gouffre. Les joueurs doivent se tirer dessus à l'aide de disques, pour se pousser hors des plates-formes et se précipiter dans le vide.
Il y a aussi des barrières horizontales sur lesquelles les disques peuvent rebondir (d'où le nom ricochet). Le résultat est une baisse d'un point pour un rebond, de deux pour deux rebonds, etc. Ricochet comprend aussi une seconde attaque (faite par les touches d'attaque secondaire), qui coupe la tête de votre adversaire. L'attaque « décapitation » (comme elle est appelée) utilise les trois disques du joueur, mais ces derniers se rechargent vite, en une fois.
A contrario des autres mods d'Half-Life, le nombre de morts du joueur n'est pas montré sur le tableau des scores, seulement le nombre de joueurs tués. La visée est effectivement bidimensionnelle, et le mouvement est réduit à un saut automatique entre les plates-formes, même si certains joueurs avancés arrivent à faire des manœuvres plus compliquées dans les airs.
Trois cartes sont disponibles avec ce mod, deux pour des matchs à mort, et une pour un duel. Les cartes non officielles pour Ricochet sont rares, mais quelques-unes peuvent être trouvées.

## Power-ups
Il y a quatre sortes de power-ups, chacun limité dans le temps :
- Le « tir puissant » : il remplace l'attaque primaire par l'attaque secondaire « décapitation ». Seulement un disque est utilisé, au lieu de trois.
- Le « tir gelant » : ce tir ralentit considérablement l'adversaire, et le fait briller en bleu.
- Le « tir rapide » : ce tir permet au joueur de tirer beaucoup plus vite, et avec plus de disques.
- Le « tir triple » : ce tir permet au joueur de tirer trois disques en même temps.

Le power-ups sont limités dans le temps, mais si le joueur meurt, il conserve son power-up tant que son temps n'est pas écoulé. Cependant, des développeurs indépendants ont modifié les sources du jeu, et ainsi les power-ups ne sont plus conservés après la mort du joueur.
En outre, les power-ups peuvent être combinés.